# Sarah B. Pomeroy
Sarah B. Pomeroy (* 13. März 1938 in New York City) ist eine US-amerikanische Klassische Philologin und Althistorikerin.
Pomeroy, die 1978 promovierte, war Distinguished Professor of Classics am Hunter College der City University of New York, anschließend am Brooklyn College, am Vassar College und an der Columbia University. 2004 wurde sie emeritiert. Sie ist vor allem im englischsprachigen Raum durch ihre Veröffentlichungen zur Kulturgeschichte der Antike, vor allem zur Geschichte der Frauen, bekannt. Außerdem ist sie als Übersetzerin und Kommentatorin (beispielsweise zu Xenophons Oekonomikos) bekannt. Ihr bedeutendstes Werk ist Goddesses, Whores, Wives and Slaves. Women in Classical Antiquity (1975, seitdem mehr als zehn Neuauflagen). Mit dem Buch wurde sie zur Wegbereiterin der in den 1970er Jahren einsetzenden und auch die Altertumswissenschaften erreichenden Gender Studies in den USA und damit weltweit. 2014 wurde sie in die American Philosophical Society gewählt.

## Schriften
- Goddesses, Whores, Wives and Slaves. Women in Classical Antiquity. Schocken Books, New York NY 1975, ISBN 0-8052-0530-6 (Mehrere Auflagen; in deutscher Sprache: Frauenleben im klassischen Altertum (= Kröners Taschenausgabe. Bd. 461). Aus dem Englischen übersetzt von Norbert F. Mattheis. Kröner, Stuttgart 1985, ISBN 3-520-46101-3).
- Women in Hellenistic Egypt. From Alexander to Cleopatra. Schocken Books, New York NY 1984, ISBN 0-8052-3911-1.
- Xenophon, Oeconomicus. A Social and Historical Commentary. With a new English Translation. Clarendon Press, Oxford 1994, ISBN 0-19-814082-7.
- Families in Classical and Hellenistic Greece. Representations and Realities. Clarendon Press, Oxford 1997, ISBN 0-19-814392-3.
- Spartan Women. Oxford University Press, Oxford u. a. 2002, ISBN 0-19-513067-7.
- The Murder of Regilla. A Case of Domestic Violence in Antiquity. Harvard University Press, Cambridge (Mass.)/London 2007, ISBN 978-0-674-02583-7.